# Phyllopertha latevittata
Phyllopertha latevittata är en skalbaggsart som beskrevs av Leon Fairmaire 1889. Phyllopertha latevittata ingår i släktet Phyllopertha och familjen Rutelidae. Inga underarter finns listade i Catalogue of Life.